# قائمة حلقات كوكب شين
هذة قائمة حلقات مسلسل نكلوديون كوكب شين المسلسل الذي يتحدث عن شين صديق جيمي نيوترون الذي ينطلق بصاروخ صديقه جيمي إلى أحد الكواكب في الفضاء

## نظرة عامة
| رقم الموسم | عدد الحلقات | تاريخ البث (الولايات المتحدة) | ! تاريخ نهاية البث |
| ---------- | ----------- | ----------------------------- | ------------------ |
| 1          | 26          | 2 أكتوبر 2010                 | 15 فبراير 2013     |

## الموسم 1
| رقم | اسم الحلقة          | تاريخ البث     |
| --- | ------------------- | -------------- |
| 1   | الحلقة التجريبية    | 2 أكتوبر 2010  |
| 2أ  | هل هذا لطيف؟        | 9 أكتوبر 2010  |
| 2ب  | الفتى الجديد دوريكز | 9 أكتوبر 2015  |
| 3أ  | ما خطب الوسادة      | 16 أكتوبر 2015 |
| 3ب  | مبارزة الأصدقاء     | 16 أكتوبر 2010 |
| 4أ  | شين ليوم واحد       | 26 سبتمبر 2010 |
| 4ب  | حسنا بيردمان        | 26 سبتمبر 2010 |